# Stabilimento di Savona
Lo Stabilimento di Savona è stata un'azienda metallurgica italiana, con sede a Savona, fondata nel 1861 e chiusa nel 1994.

## Storia

### I primi anni
Le origini dello stabilimento di Savona risalgono al 1861 ad iniziativa dei savoiardi Giuseppe Tardy e Stefano Benech. Dotato all’inizio di forni a riverbero per il riscaldo dei pacchetti di rottame e di piccoli laminatoi per barre, lo stabilimento nel giro di pochi anni viene a comprendere anche una fonderia di ghisa, un cantiere per costruzioni in ferro e un’officina meccanica.
Tra il 1880 e il 1885 vengono installati un’acciaieria Martin-Siemens, laminatoi per profilati, rotaie e lamiere. La crisi industriale sopravvenuta intorno al 1890 porta alla temporanea chiusura dello stabilimento che nel 1892 passa alla società tedesca Bochumer Verein, il principale tra i creditori della società. Ceduto alla Società degli Alti Forni, Fonderie e Acciaierie di Terni, lo stabilimento viene ampliato e potenziato e per la sua gestione è costituita la società Siderurgica di Savona.

### In Ilva
La società unitamente allo stabilimento confluisce nel 1918 nell’Ilva - Alti Forni e Acciaierie d’Italia. Nel periodo tra le due guerre lo stabilimento viene notevolmente potenziato e ad esso sono aggregati l’officina di Vado Ligure della Ferrorotaie e lo stabilimento di Savona-Fornaci della Ferrobates. Durante il secondo conflitto mondiale tutti i reparti dello stabilimento furono gravemente danneggiati.

### Secondo dopoguerra
Nel 1946 le sezioni Savona-Fornaci e Vado Ligure sono costituite in unità autonoma sotto la denominazione di “Vado Meccanico” mentre tra il 1950 ed il 1953 vengono fermati i laminatoi e chiusa l’acciaieria. Entrano in esercizio nuovi reparti e nuove lavorazioni e allo stabilimento savonese viene aggregato, come sezione, quello di Cogoleto che nel 1964 passa alla Tubi Ghisa.
Alla fine degli anni Settanta le produzioni più significative dello stabilimento di Savona sono quelle costituite da: carri ferroviari siderurgici e speciali; staffe, rulli e tamburi per nastri trasportatori; pre-lavorati industriali per utilizzazioni specifiche; getti in ghisa specifici e per lingottiere; ricarica cilindri di laminazione e altri pezzi siderurgici; parti di ricambio per macchinari e impianti siderurgici.
Nel 1980 viene chiusa la fonderia di ghisa e viene avviato un programma di razionalizzazione con la concentrazione delle attività meccaniche.

### La privatizzazione e la chiusura
Il 1º novembre 1990 le attività dello stabilimento vengono conferite alla società OMSAV – Officine Meccaniche Savonesi. Nel 1994 anche le OMSAV chiusero e l'area venne ristrutturata passando da industriale a principalmente residenziale con la realizzazione, su progetto dell'architetto catalano Ricardo Bofill, del complesso abitativo Crescent.

## Archivio
La documentazione prodotta dallo Stabilimento di Savona, conservata a Genova nel fondo omonimo della Fondazione Ansaldo (estremi cronologici: sec. XIX fine - sec. XX fine) , è costituita principalmente da scritture sociali, contabili, tecniche e dalla documentazione delle singole aree e divisioni (programmazione, produzione, impianti, personale, ecc.). L'archivio conserva inoltre materiale pubblicitario e pubblicazioni relative alla Siderurgica di Savona e, dal 1918, allo Stabilimento di Savona.